# Giuseppe Saladino
Giuseppe Saladino (1556 – 22 de novembro de 1611) foi um prelado católico romano que serviu como bispo de Siracusa (1604–1611).

## Biografia
Giuseppe Saladino nasceu em Palermo, na Itália, no ano de 1556. A 31 de maio de 1604, foi nomeado bispo de Siracusa durante o papado de Clemente VIII. No dia 7 de junho de 1604, foi consagrado bispo por Camillo Borghese, cardeal-sacerdote de San Crisogono, com Agostino Quinzio, bispo de Korčula, e Leonard Abel, bispo titular de Sidon, servindo como co-consagradores. Serviu como bispo de Siracusa até à sua morte a 22 de novembro de 1611.